# 保羅·柯諾可
保羅·亨利·柯諾可（英語：Paul Henry Konerko, 1976年3月5日—），為前美國職棒大聯盟的一壘手。生涯效力過道奇、紅人與白襪等隊。2005年幫助白襪睽違86年拿下世界大賽冠軍。2006年到2014年擔任白襪隊隊長。他除了專職二壘之外，還當過投手、捕手及一壘手。

## 職業生涯

### 道奇與紅人時期
1994年大聯盟選秀，道奇隊在第1輪13順位選進柯諾可。當時他被道奇隊總經理的助理發掘潛能而被道奇選入。
他是道奇隊史上唯三兩度入選小聯盟年度最佳球員獎的球員，另外兩位是Billy Ashley和Joc Pederson。
1997年到1998年間，他只有150多個打數，僅僅擊出4轟。
1998年季中，道奇隊將他和Dennys Reyes交易至紅人隊，換來Jeff Shaw。柯諾可在紅人僅僅出賽26場比賽。

### 芝加哥白襪

#### 1999年–2005年：生涯早期到世界大賽冠軍
1998年11月11日，紅人隊用柯諾可來向白襪隊換取Mike Cameron。1999年球季，他的打擊率為2成94，24轟81分打點。
2000年球季，白襪隊單季拿下95勝67敗，繼1993年後再闖季後賽。不過白襪隊在美聯分區賽遭到水手隊橫掃。柯諾可9個打數沒有任何安打，只有一次保送上壘。
2001年球季，柯諾可首次達成單季30轟，該年他擊出32轟99分打點。2002年，他擊出27轟104分打點，該年也是他首度入選明星賽的一年。
2003年球季，他因為拇指受傷僅出賽137場，他僅擊出18轟65分打點。不過隔年，柯諾可擊出41轟為生涯新高，打點也來到117分。可惜白襪未能在美中封王。
2005年，白襪打出17勝7敗的開局，而且整個球季都維持分區第一，繼1990年的紅人隊後又一球隊達成此成就。該年柯諾可單季40轟100分打點。該年季後賽，白襪隊在美聯分區賽3場橫掃紅襪。美聯冠軍賽4勝1敗打敗天使，隊史繼1919年後再闖世界大賽。
2005年世界大賽第2場，當時柯諾可在球隊2比4落後時擊出滿貫砲。白襪也以6比4領先太空人。這也是柯諾可整個系列賽唯一有打點的一擊。最終白襪挾著氣勢，4場橫掃太空人，拿下世界大賽冠軍。整個季後賽柯諾可打擊率為2成65，5轟15分打點。

#### 2006年–2014年：擔任球隊隊長
2005年球季結束後，柯諾可與白襪簽下5年6000萬美元的合約。2006年，他單季擊出35轟，他也逐漸成為球隊的看板人物。2010年，他單季擊出39轟，在美聯排名第二。
2008年，他再度因為拇指受傷進入傷兵名單。該年他出賽122場，22轟62分打點。該年9月18日，他成為老洋基體育場最後一位擊出全壘打的客場球員。該年球季結束時，因為雙城與白襪戰績並列美中第一，因此再舉辦一場加賽，最終白襪1比0險勝雙城。不過白襪隊在美聯分區賽1勝3敗不敵光芒隊。
2009年4月13日，他和隊友傑梅恩·戴伊面對老虎隊投手扎克·邁能擊出背靠背全壘打，巧合的是，這兩發全壘打都是他們生涯的第300轟。7月7日，柯諾可達成生涯首次單場三支全壘打。
2010年，大聯盟宣布柯諾可取代賈斯汀·摩爾諾，成為明星賽的先發一壘手。這也是柯諾可生涯第四度入選明星賽。該年球季末，柯諾可被雙城隊投手卡爾·帕瓦諾的觸身球擊中臉部，不過他並未退場休息。隨後下半局，白襪投手馬克·柏利也回敬一顆觸身球給了雙城隊打者麥克·卡戴爾。而柯諾可也在下個打席擊出一發全壘打。該年他擊出39轟，這也是他繼2005年後個人單季最多全壘打紀錄。他在美聯MVP票選中排行第五。
2010年12月8日，他與白襪隊簽下3年3750萬美元的合約。
2011年6月1日，他在芬威球場擊出生涯第377轟，超越前白襪球員卡爾頓·費斯克，在隊史全壘打王排行中排名第二。6月10日，他面對運動家隊擊出全壘打，達成連續9場擊出長打的紀錄。6月20日，他擊出生涯385轟，超越前白襪球員哈洛德·貝恩斯。6月21日，他連續5場比賽擊出全壘打，為白襪隊史第5人。該年他第五度入選明星賽。8月23日，他達成生涯2000安。該年他打擊率3成，30轟105分打點。該年11月，他與費城人隊的萊恩·霍華德一同入選亞利桑那秋季聯盟名人堂。
2012年4月25日，他擊出生涯400轟，成為史上第48位達成此成就的球員。該年他第六度入選明星賽。
2013年球季，柯諾可成績開始出現下滑，打擊率2成44，12轟54分打點。這是他加入白襪後的最差表現。該年12月4日，他與球隊再簽下1年250美元的合約。
2014年4月23日，柯諾可的壘打數來到3950，超越法蘭克·湯瑪斯。5月7日，他在小熊主場的最終戰還擊出清壘的三壘安打。7月4日，他擊出生涯第439支全壘打。9月28日，柯諾可宣布退休，結束18年的大聯盟生涯。白襪隊也將他14號球衣正式退休。2014年10月24日，他與吉米·羅林斯一同獲得羅伯托·克萊門特獎。

## 外部連結
- 球員資訊和成績在MLB，ESPN，Baseball-Reference，Fangraphs（英文）
- 台灣棒球維基館：保羅·柯諾可 （页面存档备份，存于）（繁體中文）